# Sinuiju
Sinuiju (Sinŭiju-si) is een stad in de provincie Noord-P'yŏngan in Noord-Korea, helemaal in het noordwesten aan de Chinese grens. Delen van de stad vallen onder de  Speciale bestuurlijke regio Sinujiu. In 2005 had de stad officieel 288.112 inwoners.
De grens met China wordt bepaald door de rivier de Yalu. Bij de stad ligt ook de Chinees-Noord-Koreaanse Vriendschapsbrug, een van de weinige verbindingen over land van Noord-Korea met andere landen. Tijdens de Koreaanse Oorlog werd de brug door de Amerikanen vernield. Naast de nog steeds vernielde brug is een spoorwegbrug aangelegd. Aan de rechteroever van de Yalu ligt de Chinese stad Dandong. 

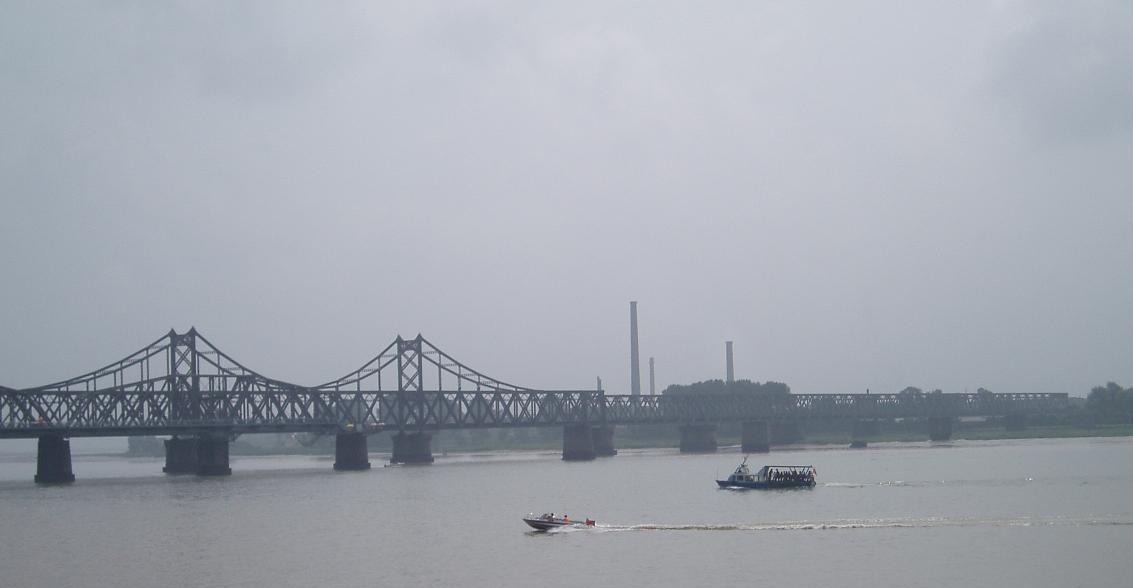
De vriendschapsbrug over de rivier Yalu.
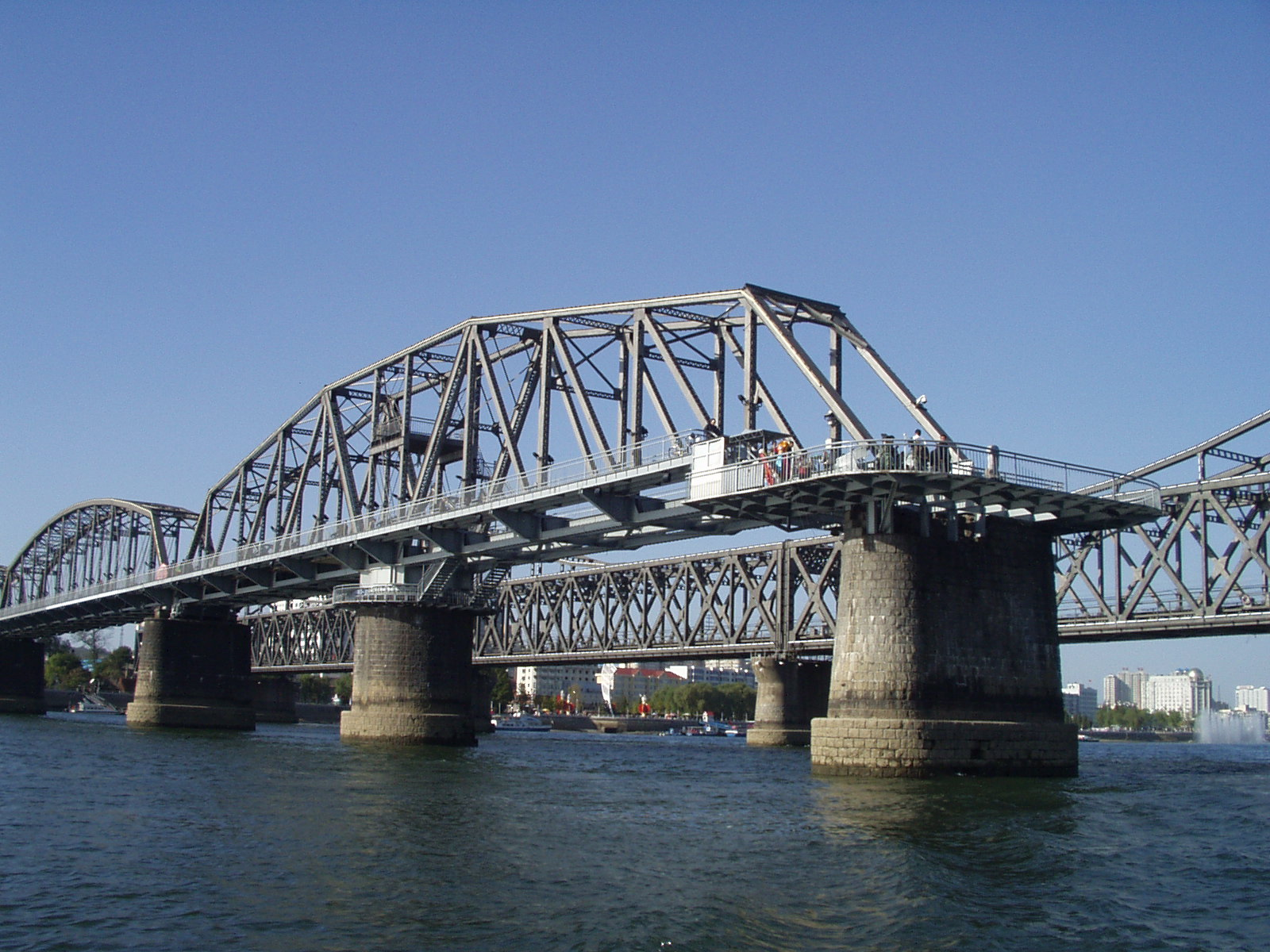
Vernielde brug
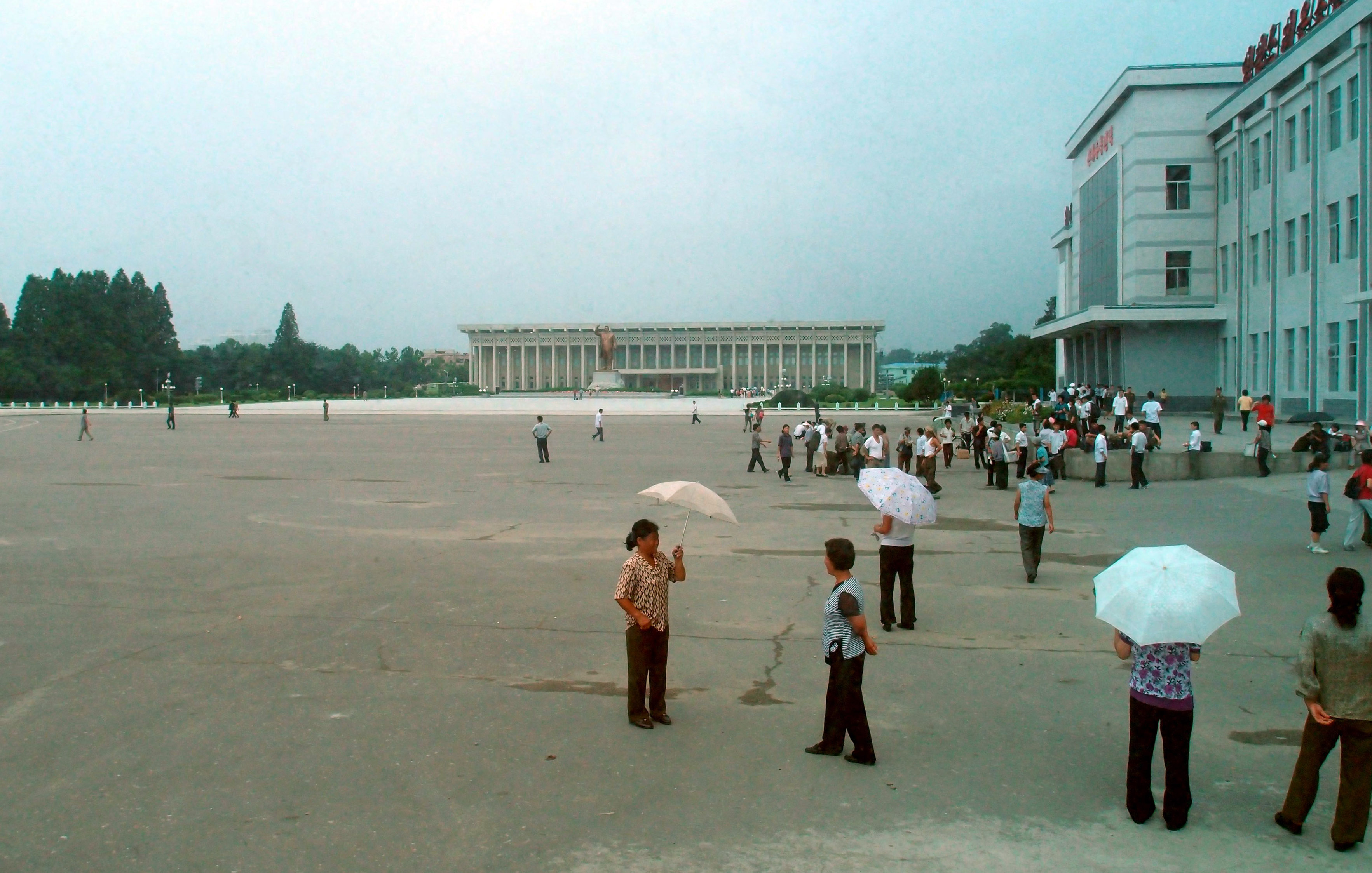
Groot plein in het centrum van Sinuiju

## Geboren
- Sohn Kee-chung (29 augustus 1912), marathonloper